# إريك ليما
إريك ليما (بالبرتغالية: Erik Nascimento Lima) (18 يوليو 1994 في البرازيل - ) هو لاعب كرة قدم برازيلي في مركز الهجوم. شارك مع منتخب البرازيل تحت 20 سنة لكرة القدم ومنتخب البرازيل تحت 23 سنة لكرة القدم. أما مع النوادي، فقد لعب مع نادي بالميراس ونادي غوياس.

## وصلات خارجية
- إريك ليما على موقع رابطة كرة القدم اليابانية للمحترفين (اليابانية)
- إريك ليما على موقع قاعدة بيانات كرة القدم.إي يو (الإنجليزية)
- إريك ليما على موقع Soccerway.com (الإنجليزية)
- إريك ليما على موقع عالم كرة القدم.نت (الإنجليزية)